# Phaphund
Phaphund é uma cidade e uma nagar panchayat no distrito de Auraiya, no estado indiano de Uttar Pradesh.

## Geografia
Phaphund está localizada a 26° 36′ N, 79° 28′ L. Tem uma altitude média de 133 metros (436 pés).

## Demografia
Segundo o censo de 2001, Phaphund tinha uma população de 15,341 habitantes. Os indivíduos do sexo masculino constituem 53% da população e os do sexo feminino 47%. Phaphund tem uma taxa de literacia de 62%, superior à média nacional de 59.5%: a literacia no sexo masculino é de 67% e no sexo feminino é de 56%. Em Phaphund, 18% da população está abaixo dos 6 anos de idade.